# Adalbert Marksteiner
Adalbert Marksteiner (n. 7 ianuarie 1919, Timișoara, Regatul Sârbilor, Croaților și Slovenilor – d. 4 ianuarie 1976, Budapesta, Republica Populară Ungară) este un fotbalist care a reprezentat naționalele de fotbal ale României și Ungariei (a jucat cu numele Béla Marosvári). A fost golgeterul Diviziei A 1938-1939, marcând 21 de goluri pentru Ripensia Timișoara.

## Carieră

### Ripensia Timișoara
Pe 19 septembrie 1937, a debutat pentru Ripensia Timișoara în clasamentul de top românesc într-un meci cu Sportul Studențesc, care s-a încheiat cu o victorie de 4–3 pentru Timișoara. În sezonul 1937-38, a jucat în 17 meciuri de ligă și a marcat 18 goluri. Cu aceasta, a fost membru al echipei campioane din Timișoara. În sezonul următor, a terminat pe locul doi cu echipa și a marcat 21 de goluri în 21 de meciuri, devenind golgheterul ligii. În sezonul 1939-40, a ocupat doar locul șase cu echipa din Timișoara. În acest sezon, a jucat în 19 meciuri și a marcat 15 goluri. A început sezonul următor în echipa din Timișoara și a marcat 8 goluri în 6 meciuri. Ultima dată a jucat în culorile lui Timișoara a fost pe 20 octombrie 1940 la UD Reșița, în meciul care s-a încheiat cu un egal, 2-2. 
În total, a marcat 62 de goluri în 63 de meciuri din Divizia A.

### Csepel
În 1940, în urma celei de-a doua Hotărâri de la Viena, Transilvania de Nord a revenit în Ungaria și mai multe echipe ardelene au început în topul maghiar. Mai mulți fotbaliști de origine maghiară au semnat pentru Ungaria de la echipele României. La fel a făcut și Marosvári, care în toamna anului 1940 a devenit fotbalist pentru WMFC Csepel. În primul său sezon, a terminat pe locul cinci cu echipa, iar în sezoanele 1941-42 și 1942-43 a câștigat campionatul cu formația din Csepel. În primele două campionate începute după cel de-al Doilea Război Mondial, a obținut locul trei în două campionate cu echipa. În sezonul 1947-48 a câștigat din nou campionatul cu Csepel.

### În echipa națională
În 1939, a apărut de două ori în naționala României, Yugoslavia(07.05.1939: Romania - Yugoslavia 1-0) și Letonia, niciun gol. Iar în 1943, a apărut o dată în naționala Ungariei.

### Ca antrenor
În sezoanele 1953 și 1954, a fost antrenorul principal al lui Csepel, în sezoanele 1966 și 1967 al lui Dunaújvárosi Kohász, iar între 1968 și 1970 a fost antrenorul principal al Salgótarjáni BTC în prima divizie. În sezonul 1973–74, a lucrat ca antrenor pentru divizia a doua Debrecen VSC.

## Palmares

### Cluburi
Ripensia Timișoara
- Liga I (1): 1937–38

Csepel SC
- Nemzeti Bajnokság I (3): 1941–42, 1942–43, 1947–48

### Individual
- Liga I golgeter (1): 1938–39
- Federația Maghiară de Fotbal Jucătorul Anului (1): 1948